# Ludvík Ehrenhaft
Ludvík Ehrenhaft, křtěný Ludvík Eugen (9. července 1872 Veselí nad Moravou – 6. března 1955 Veselí nad Moravou), byl český malíř.

## Život
Ludvík Ehrenhaft se narodil ve Veselí nad Moravou v židovské rodině, jeho rodiče Moritz a Terezie Ehrenhaftovi provozovali hostinec zvaný „Pálenice“ na Předměstí Veselí. Zprvu chodil malý Ludvík do židovské školy ve Veselí, kde vyučovacím jazykem byla němčina, poté začal studovat v Opavě na gymnáziu, ale během studia náhle zcela ohluchl a na doporučení lékaře přerušil gymnázium a začal se věnovat kresbě a malování.
Ponejprve studoval kresbu v Brně, kde byl ovlivněn Hansem Ruppem a poté odešel do Vídně na Uměleckoprůmyslovou školu, kde se zdokonaloval v kresbě, ale seznámil se rovněž s fotografií, kamenotiskem a zinkografií. Následně podnikl několik studijních cest po Belgii, Francii, Holandsku, Itálii a v neposlední řadě i po Německu. V letech 1897–98 studoval na malířské akademii v Mnichově u prof. Heinricha Knirra a Heinricha Johanna von Zügela.
Z Mnichova se vrátil do rodného Veselí, kde se zapojil do uměleckého života. V kontaktu byl jak s Jožou Uprkou, tak především se svým dlouholetým kamarádem Cyrilem Mandelem.
V roce 1902 měl ve Vídni svojí první výstavu v salonu "Pisko" a rovněž vystavoval v Hodoníně s malířem J. Uprkou. V témže roce poznal ve Vídni mladičkou Růženu Škrabalovou, Ludvík byl do mladé Rózi natolik zamilován, že se dne 19. ledna 1910 nechal ve Vídni pokřtít na Ludvíka Eugena, a následně se 25. ledna 1910 s ní oženil.
Po první světové válce se Ludvík Ehrenhaft vrátil do vlasti a v roce 1920 si ve Veselí zakoupil v místní části Rybáře malý domek a v něm se Ehrenhaftům narodili všechny čtyři děti, tři kluci, Karel, Mikuláš, Bedřich a dcera Tereza. Jelikož měl některé náměty zdokumentovány na fotografiích, mohl tyto motivy zpracovávat znovu po létech v ateliéru, o čemž svědčí čtvercová síť načrtnutá na fotografiích, sloužící ke snadnějšímu zvětšování na plátno obrazu. To, že se roku 1910 Ludvík Ehrenhaft nechal pokřtít, mu během německé okupace ve 40. letech s největší pravděpodobností zachránilo život, jelikož většina jeho příbuzných skončila v koncentračních táborech. Malíř zemřel na počátku měsíce března roku 1955 a vzápětí byl v místní synagoze také vykonán pohřební obřad a ze stěny na vše dohlížel Klement Gottwald a Stalin.
Vedle malby se Ludvík Ehrenhaft věnoval také fotografii, a tak nám na svých fotkách trvale zachytil místa, která dnes již neexistují, nebo vypadají zcela jinak.

## Zastoupení ve sbírkách
- Moravská galerie v Brně
- Galerie výtvarného umění v Hodoníně
- Krajská galerie výtvarného umění ve Zlíně
- Muzeum města Brna
- Slovenská národná galéria, Bratislava

## Galerie

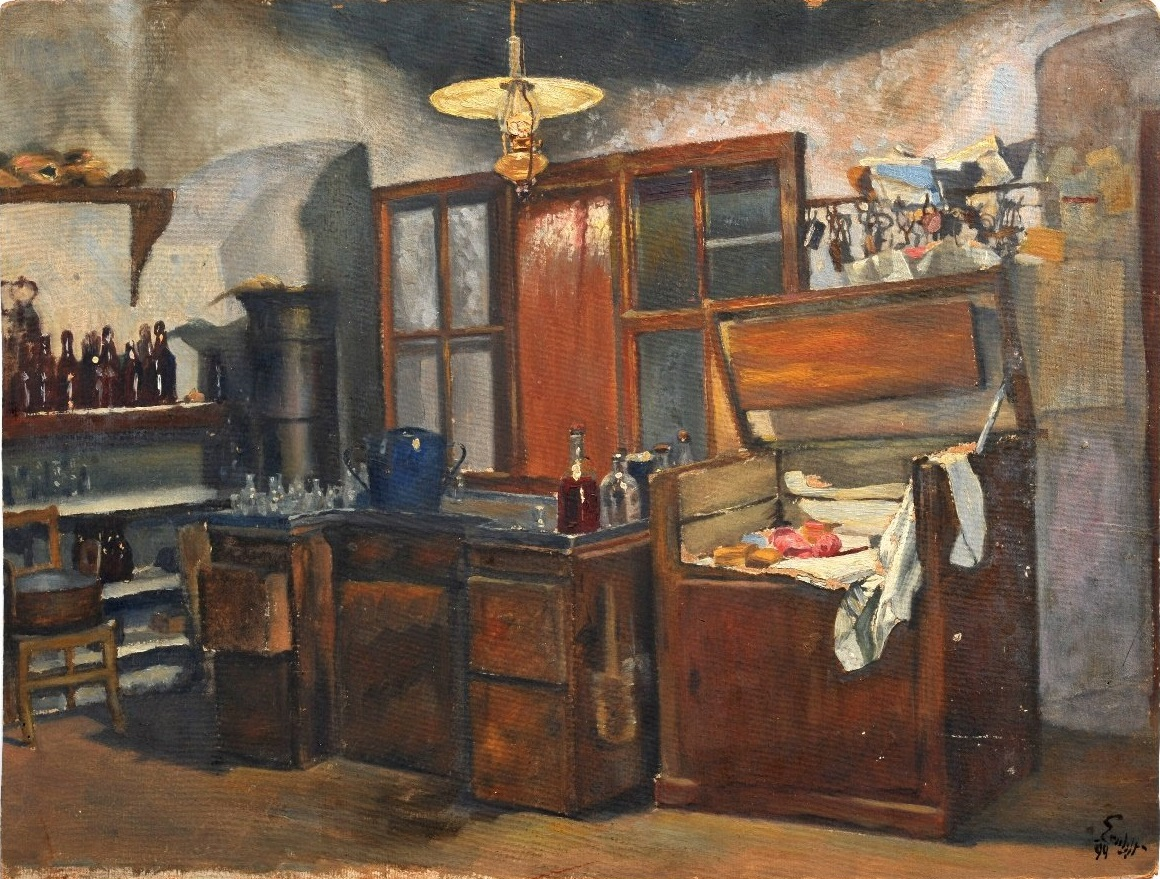
Ludvík Ehrenhaft Přípravna likérů (1899)
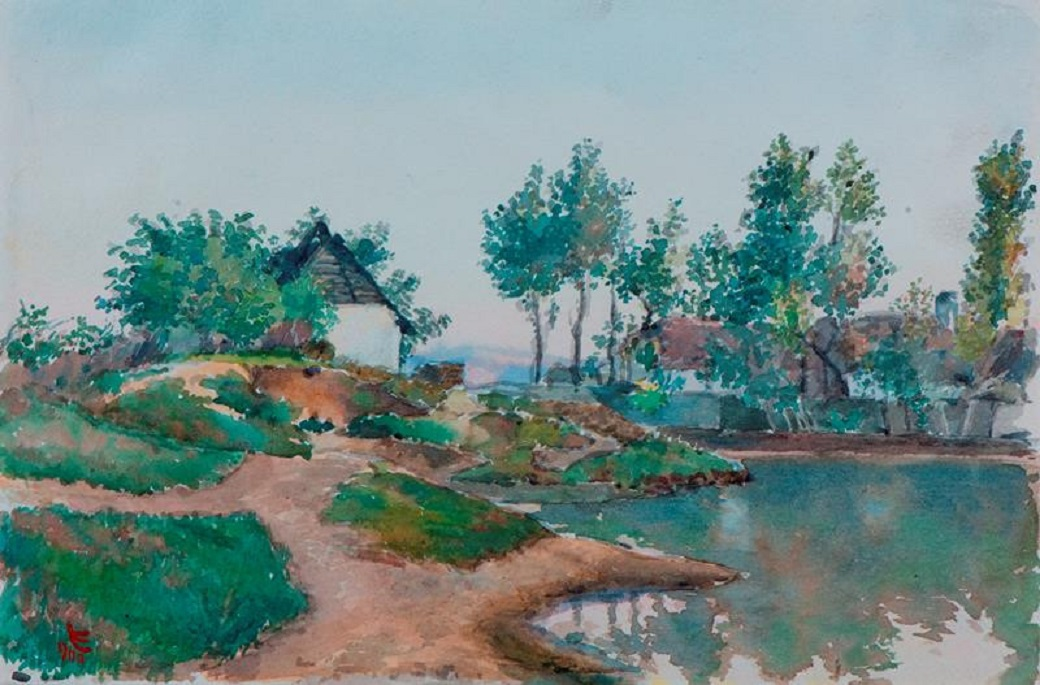
Ludvík Ehrenhaft Rybník Za humny (akvarel,1900)
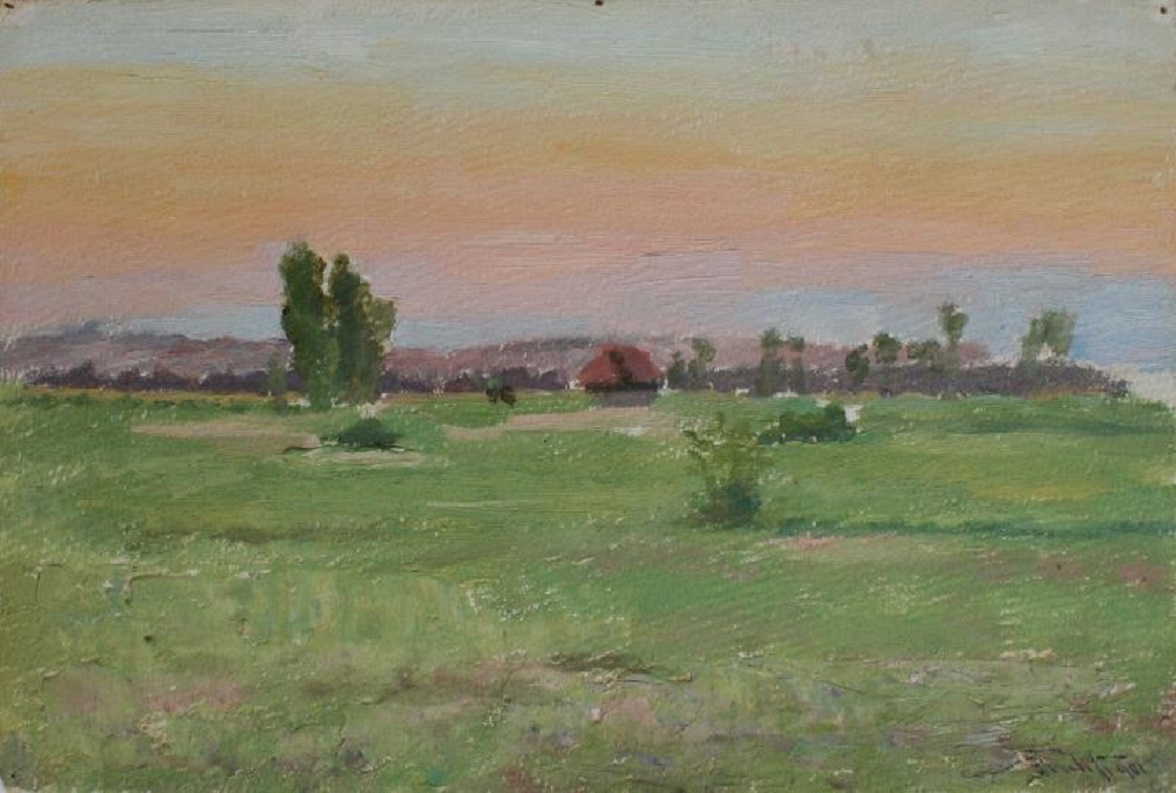
Ludvík Ehrenfaft Louky (1901)
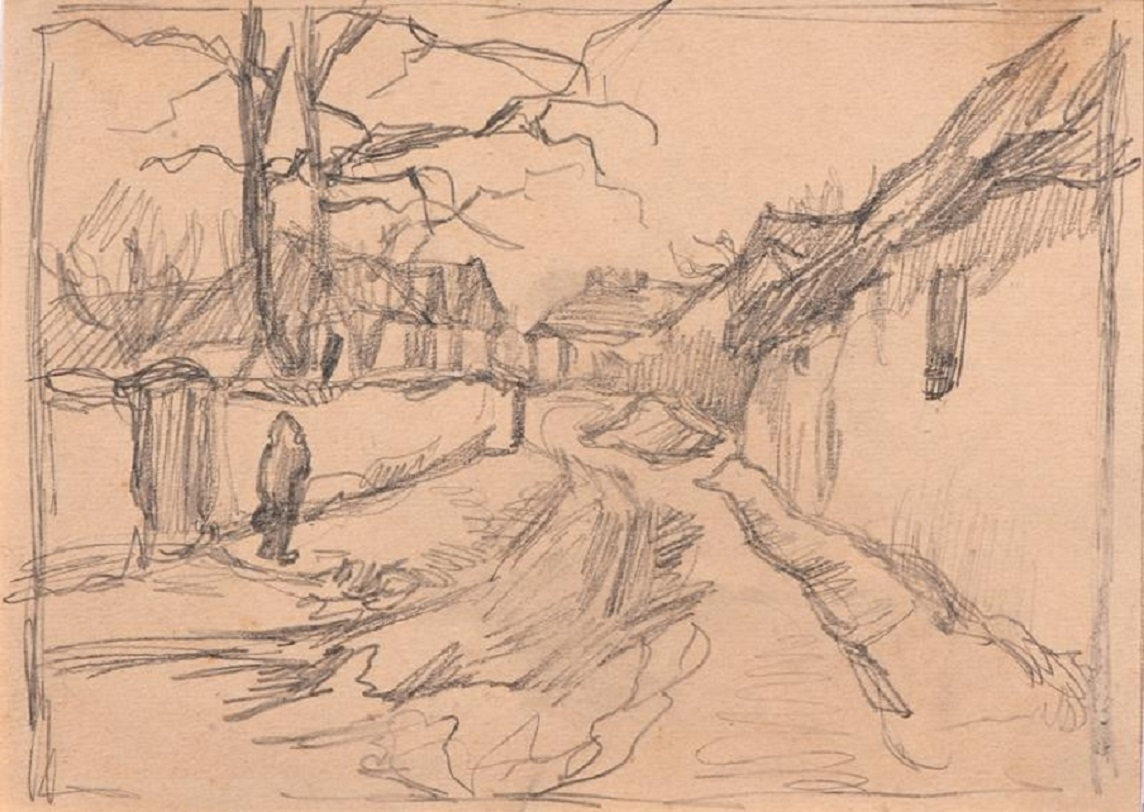
Ludvík Ehrenhaft Karlova ulička Veselí (1905)
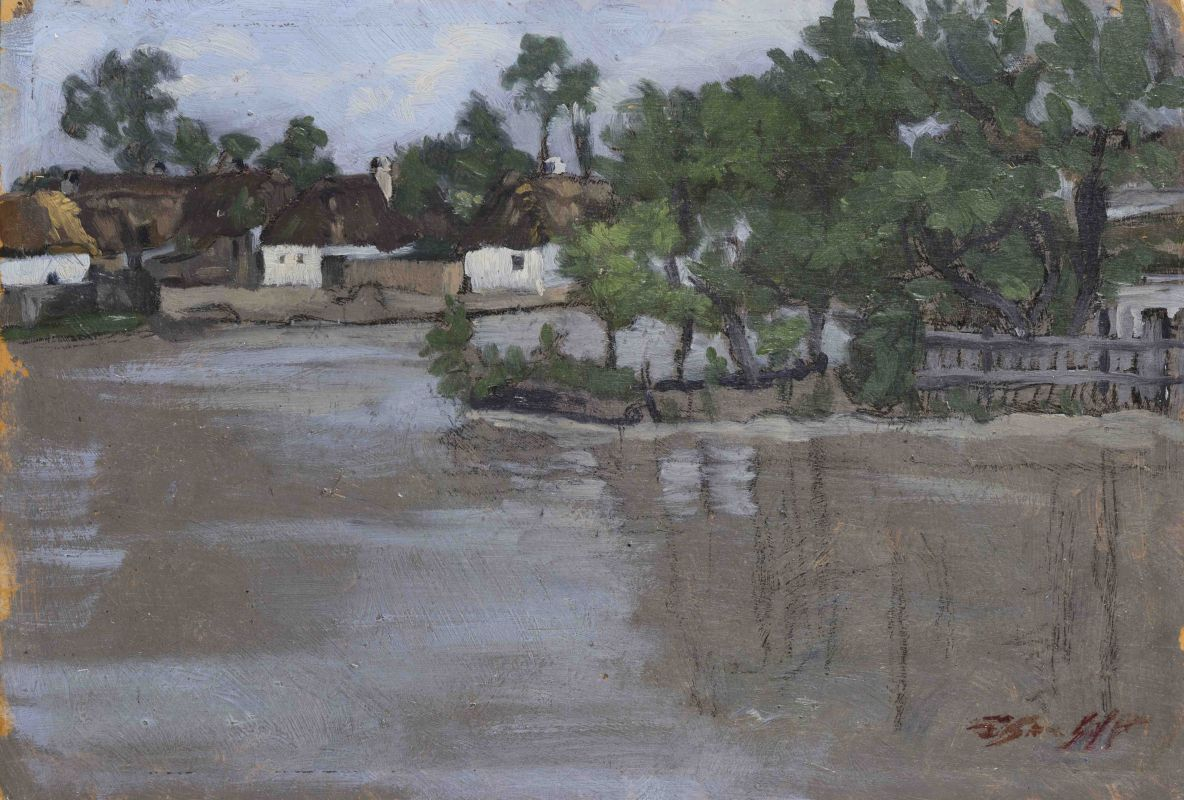
Ludvík Ehrenhaft Splav
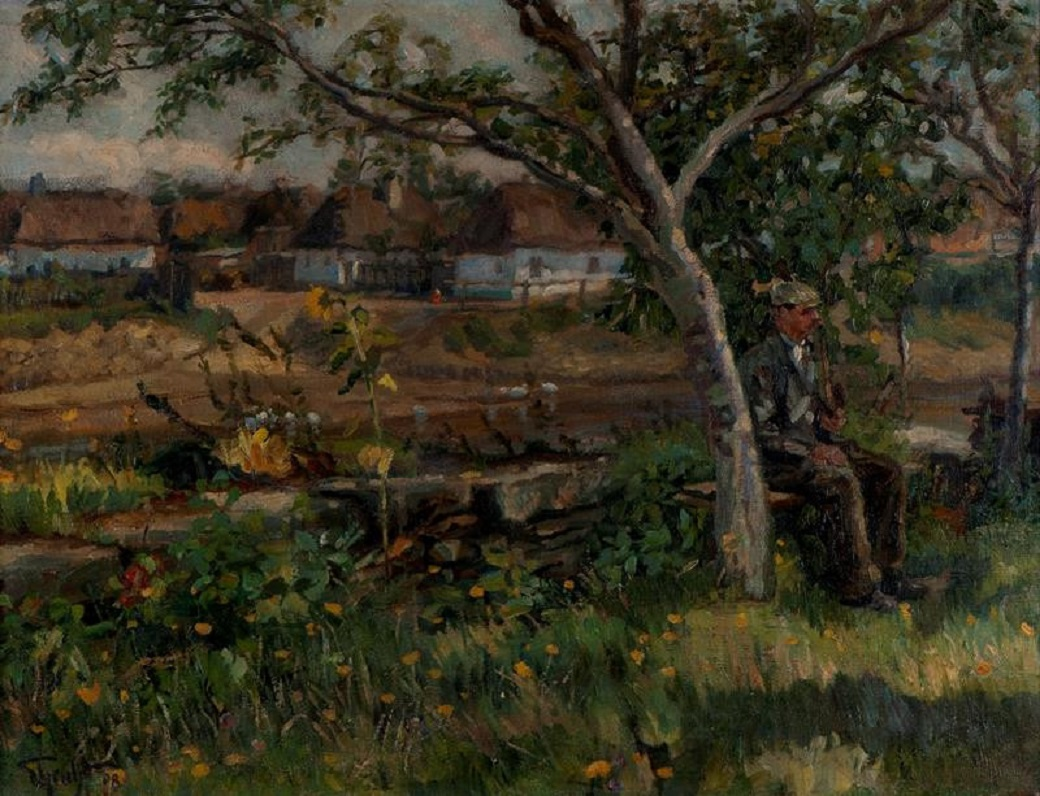
Ludvík Ehrenhaft Odpočinek (1908)
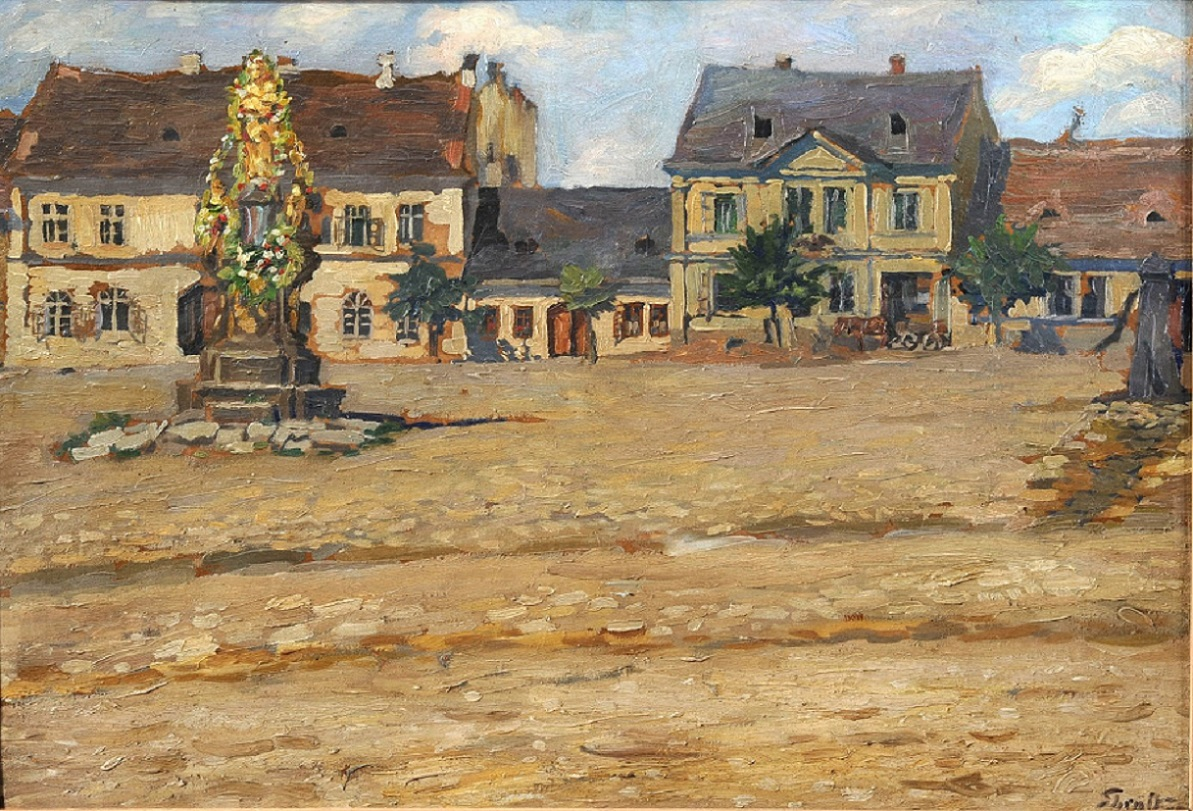
Ludvík Ehrenhaft Náměstí (před 1909)
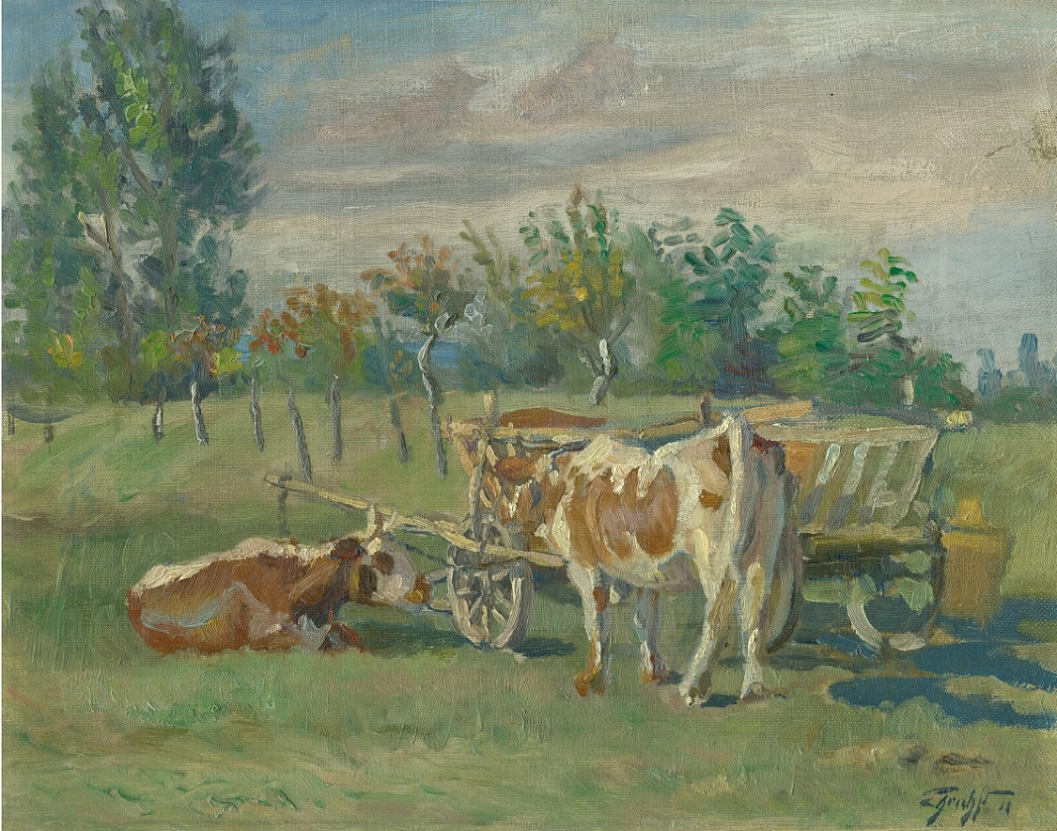
Ludvík Ehrenhaft Vypřáhnutý dobytek (1911)
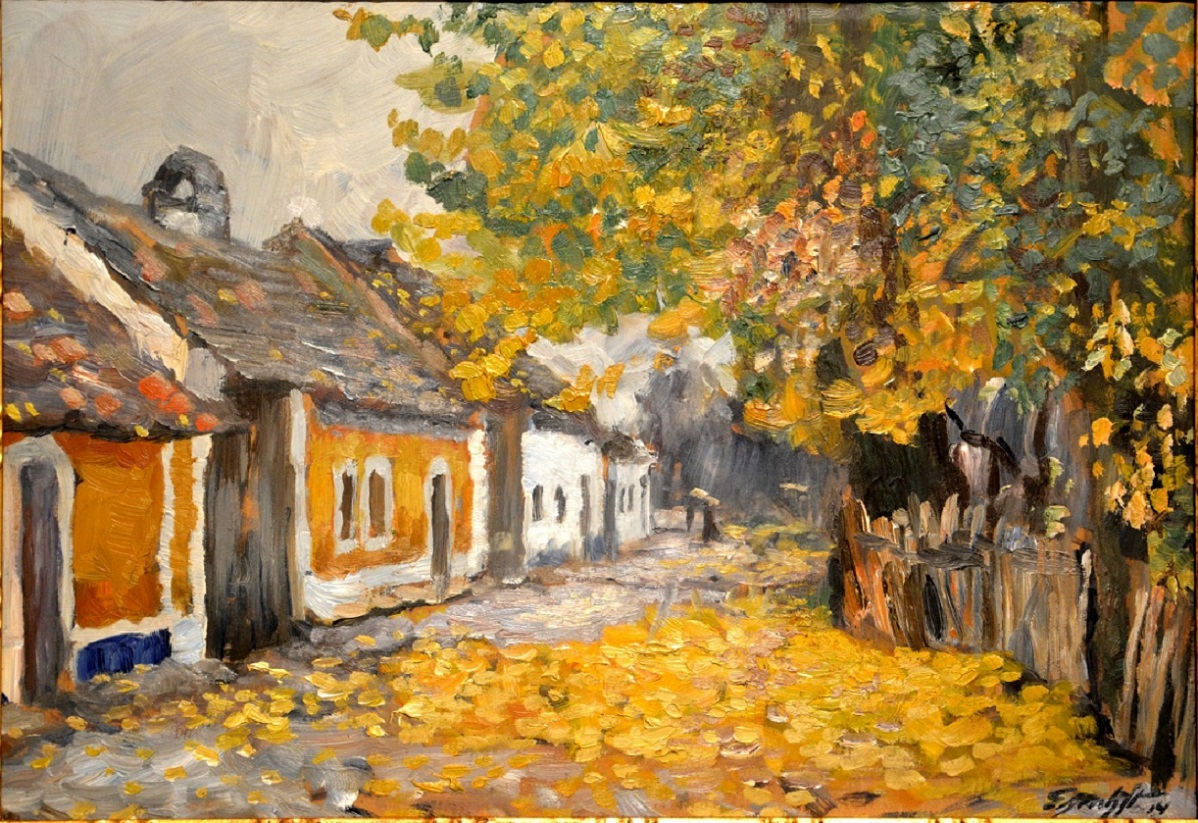
Ludvík Ehrenhaft Rybáře (1914)
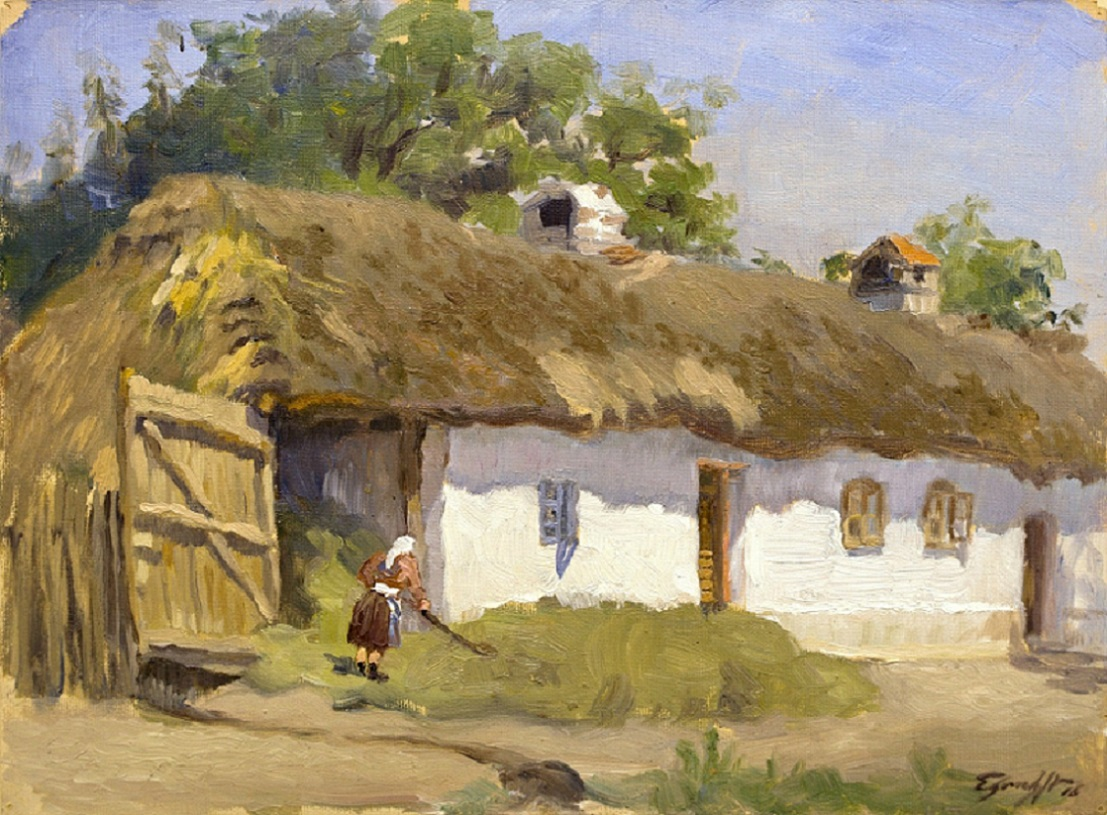
Ludvík Ehrenhaft Dům v Rybářích (1916)
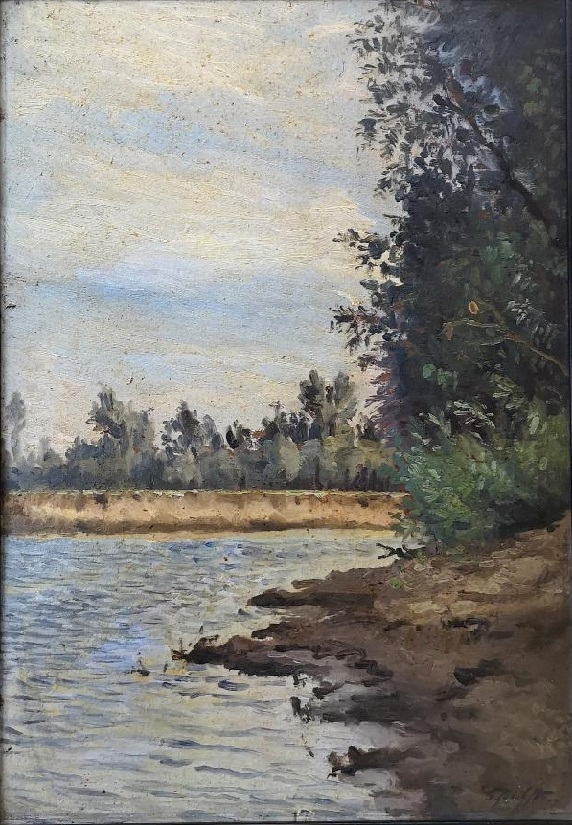
Ludvík Ehrenhaft Zákoutí řeky Moravy (1917)
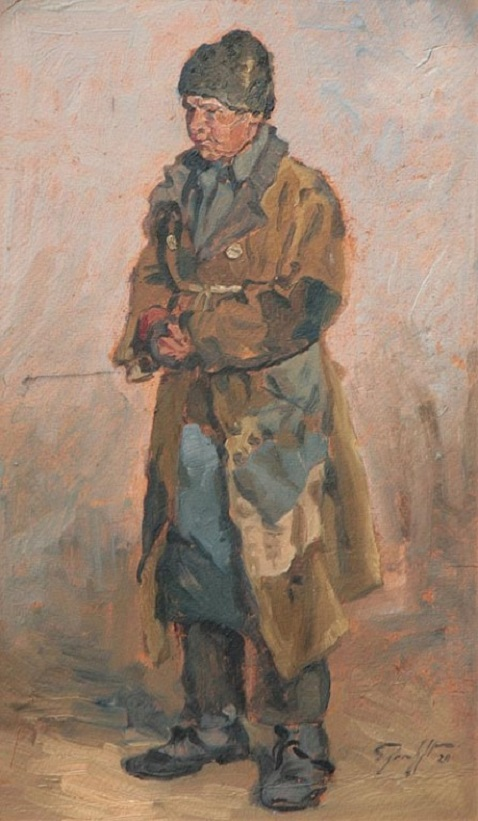
Ludvík Ehrenhaft Stařeček (1920)
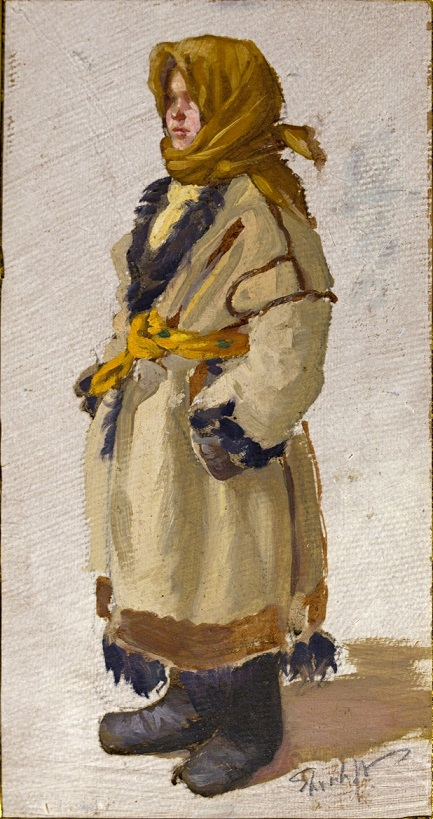
Ludvík Ehrenhaft Děvče v kožuchu
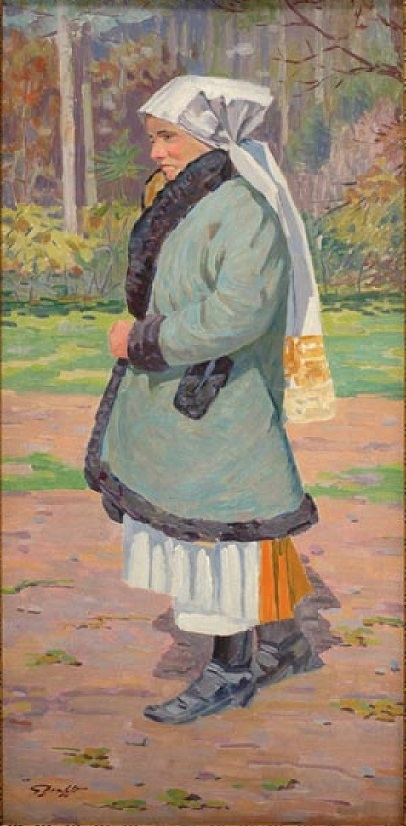
Ludvík Ehrenhaft Veličanka v kožuchu
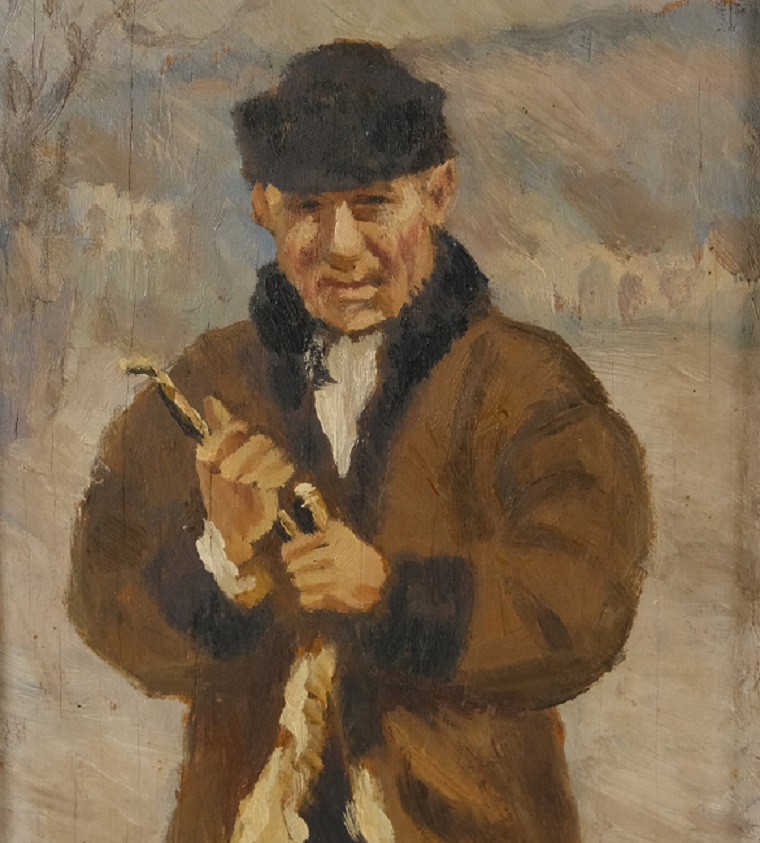
Ludvík Ehrenhaft Muž s fajfkou (1928)
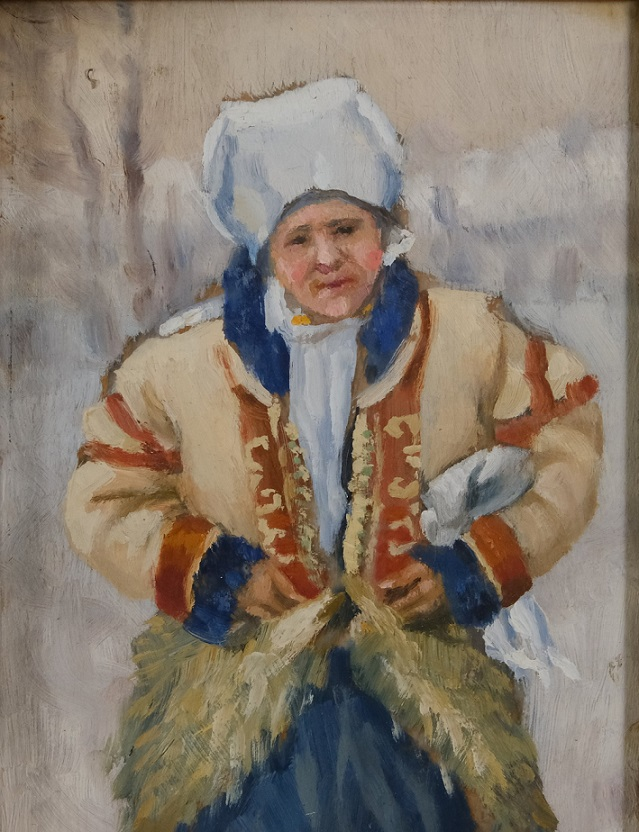
Ludvík Ehrenhaft Selka v kožuchu (1929)
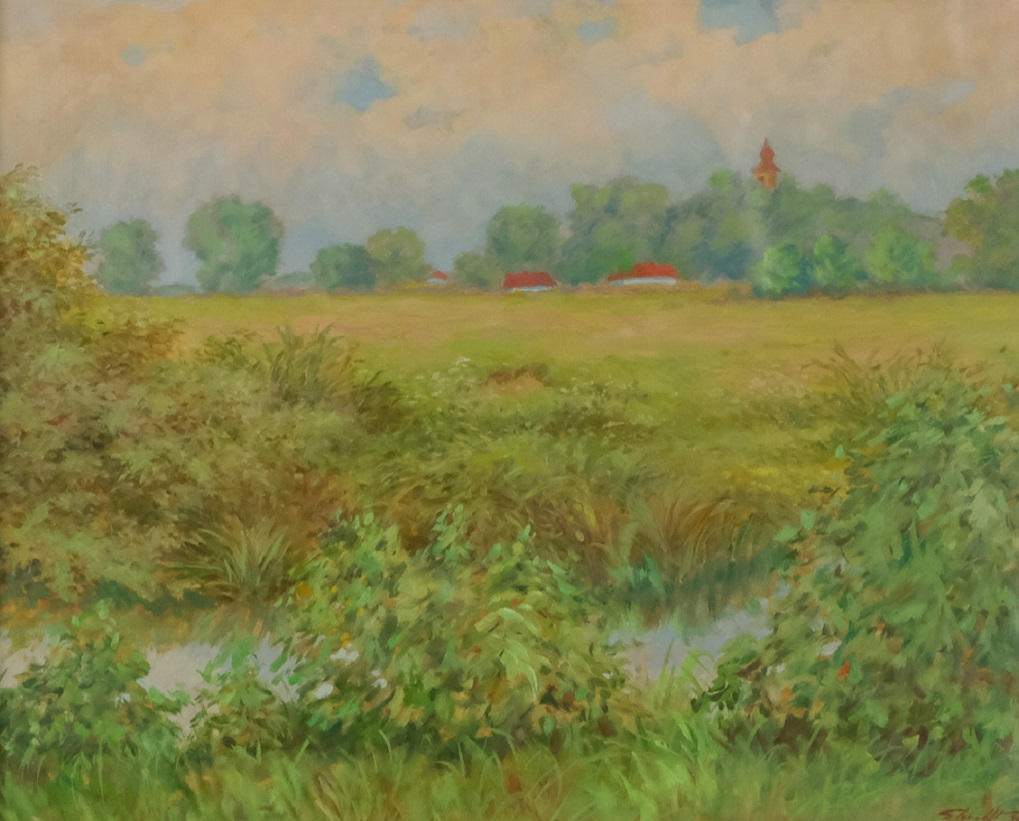
Ludvík Ehrenhaft Pohled na vesnici (1934)
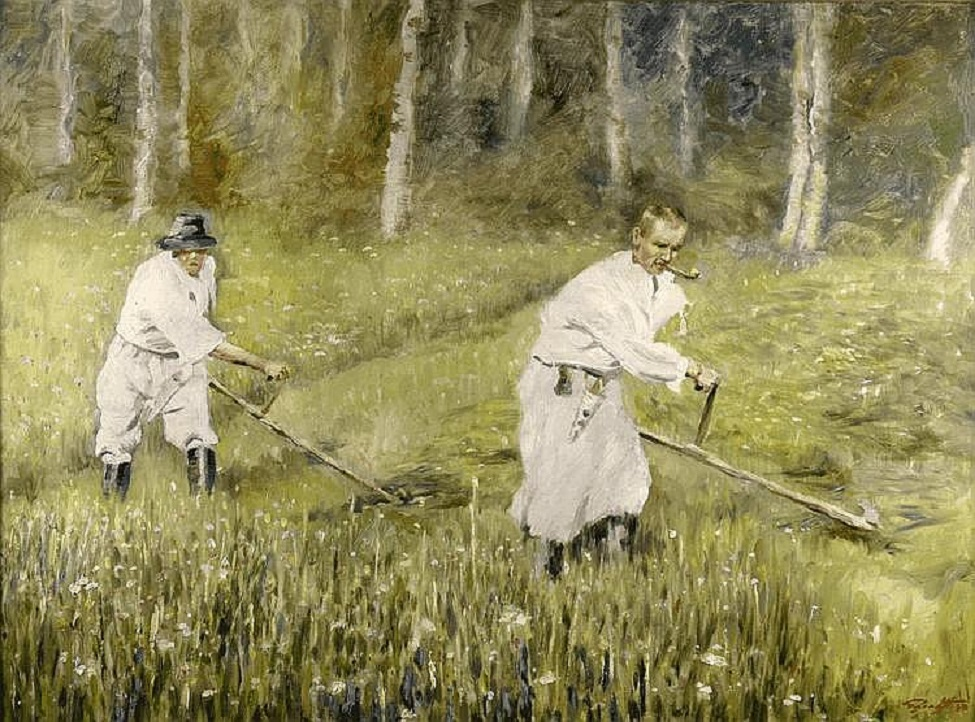
Ludvík Ehrenhaft Sekáči (1938)
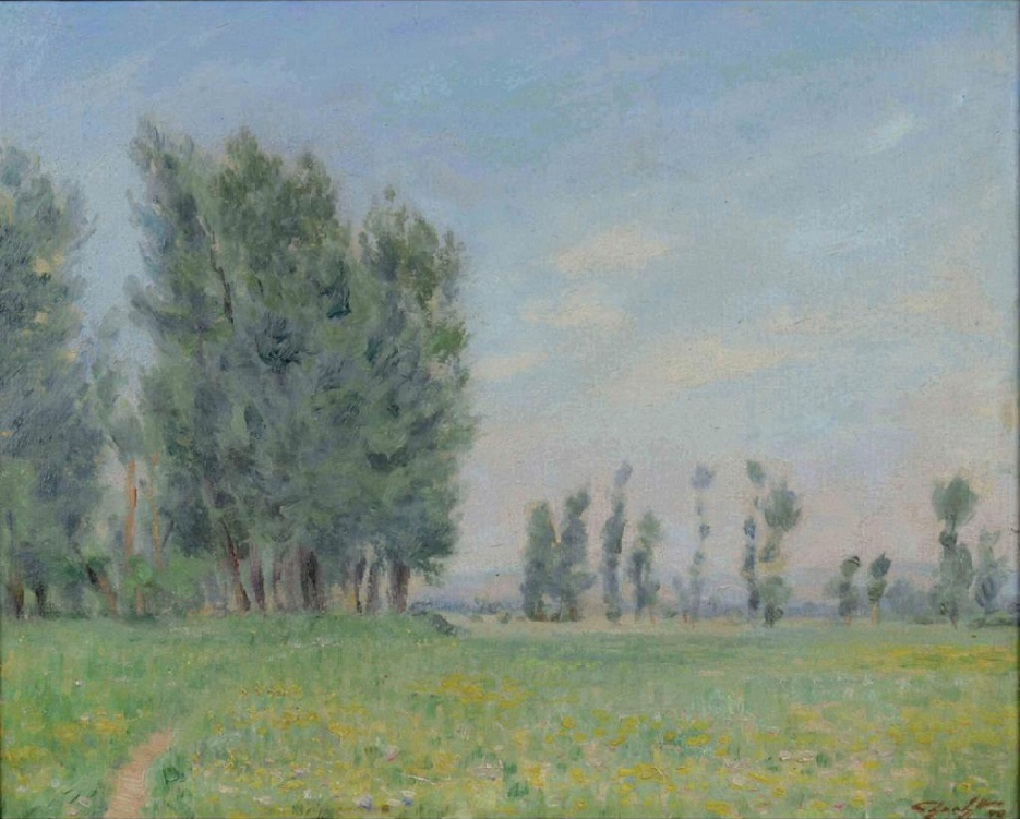
Ludvík Ehrenhaft Veselská luka (1940)